# آرتوری نیسونن
آرتوری نیسونن (فنلاندی: Artturi Nyyssönen; ۱ مهٔ ۱۸۹۲ – ۷ سپتامبر ۱۹۷۳) بازیکن فوتبال اهل فنلاند بود.
از باشگاه‌هایی که در آن بازی کرده‌است می‌توان به باشگاه فوتبال هلسینکی اشاره کرد.
وی همچنین در تیم ملی فوتبال فنلاند بازی کرده‌است.